# Adriaan van den Spieghel
Adriaan van den Spieghel, noto anche come Adriaan van den Spiegel, Adrianus Spigelius o Adriano Spigelio (Bruxelles, 1578 – Padova, 7 aprile 1625), è stato un medico, chirurgo e botanico fiammingo.

## Biografia
La sua formazione avvenne dapprima all'Università di Lovanio e poi a Padova, dove si laureò in medicina nel 1603.
Allievo di Girolamo Fabrici d'Acquapendente e di Giulio Casseri, dal 1605 divenne professore di anatomia all'Università di Padova.
Abile anche come chirurgo, eseguì molteplici trapanazioni craniche, descrisse l'ernia che porta il suo nome e ideò una tecnica operatoria per le fistole anali.
I suoi contributi scientifici più importanti riguardano l'embriologia, la neuroanatomia e l'anatomia addominale ed epatica, in cui descrisse, tra l'altro, il lobo epatico che porta il suo nome.

## Opere principali
- De formatu foetu, 1626.
- De humani corporis fabrica, 1627.
- Opera quae extant omnia, Amsterdam, Johannes Blaeu, 1645.